# Inverleith

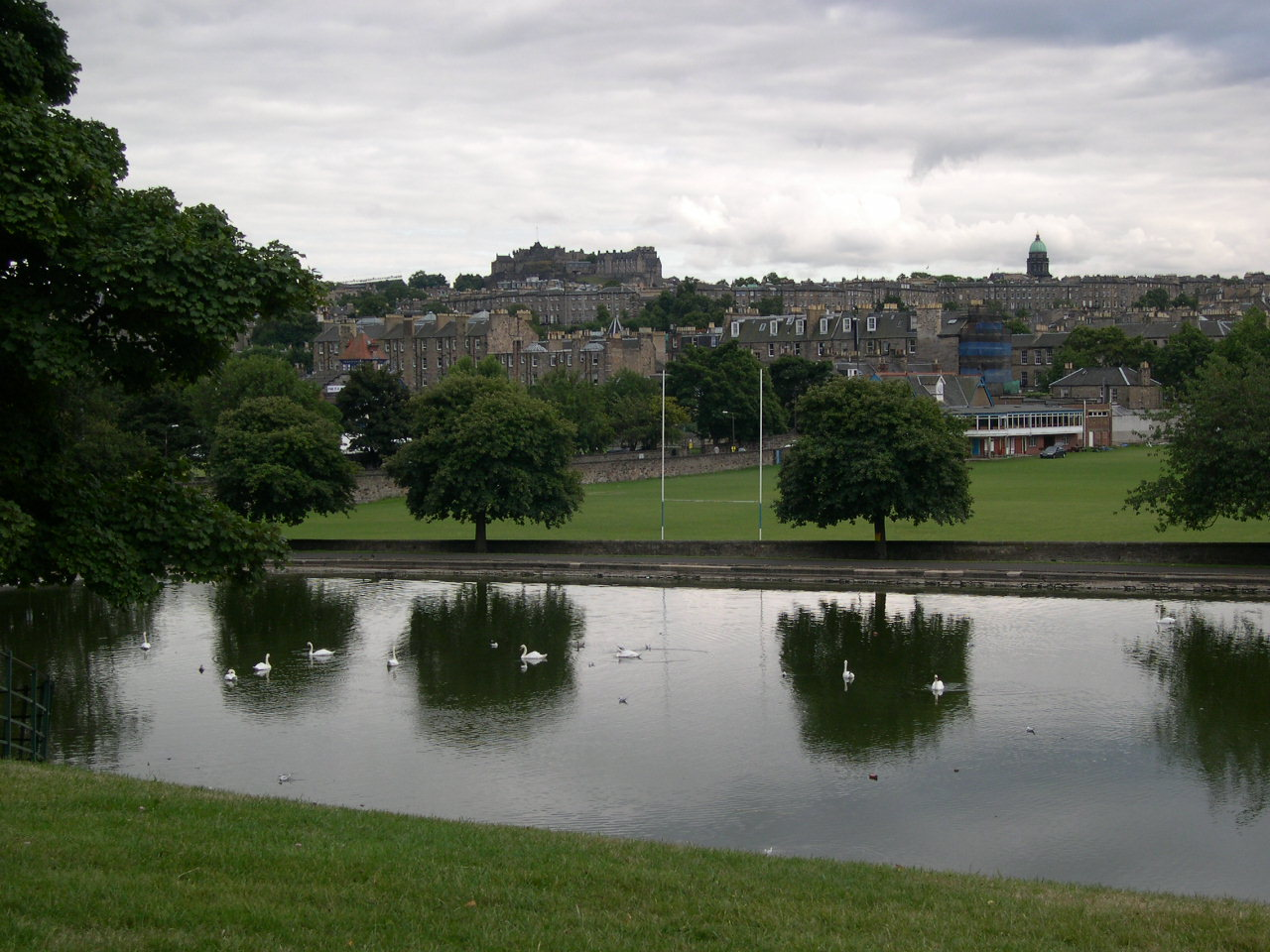
Das Schloss mit dem vorgelagerten Inverleith Park

Inverleith, schottisch-gälisch: Inbhir Lìte, ist ein Stadtteil im nördlichen Zentrum Edinburghs, Schottland. Der Stadtteil Trinity liegt im Norden und New Town im Süden, südwestlich grenzt Stockbridge an, südöstlich Canonmills. Bis zum Stadtzentrum sind es nur zwei Kilometer. Der Stadtteil ist nicht zu verwechseln mit der Ortschaft Innerleithen.
Der Name leitet sich von dem Fluss Water of Leith ab und bedeutet „Mündung des Leith“ oder „Innerer Leith“.
Inverleith ist bekannt für den Royal Botanic Garden Edinburgh, das Fettes College und den früheren Rugbyplatz, der bis 1925 für internationale Matches genutzt wurde. Seitdem wird das Murrayfield Stadium genutzt.
Inverleith ist mittlerweile zum wohlhabendsten Stadtbezirk Edinburghs geworden. Die Häuser sind im Wesentlichen im viktorianischen beziehungsweise edwardianischen Zeitalter errichtet worden. 